# Fördraget i London (1915)
Londonfördraget 1915 var en hemlig överenskommelse mellan Italien och ententen och som skrevs under den 26 april 1915 i London av Italien, Storbritannien, Frankrike och Ryssland. Avtalet gjordes utan medverkan av Italiens parlament och innebar att Italien bytte sida i första världskriget.

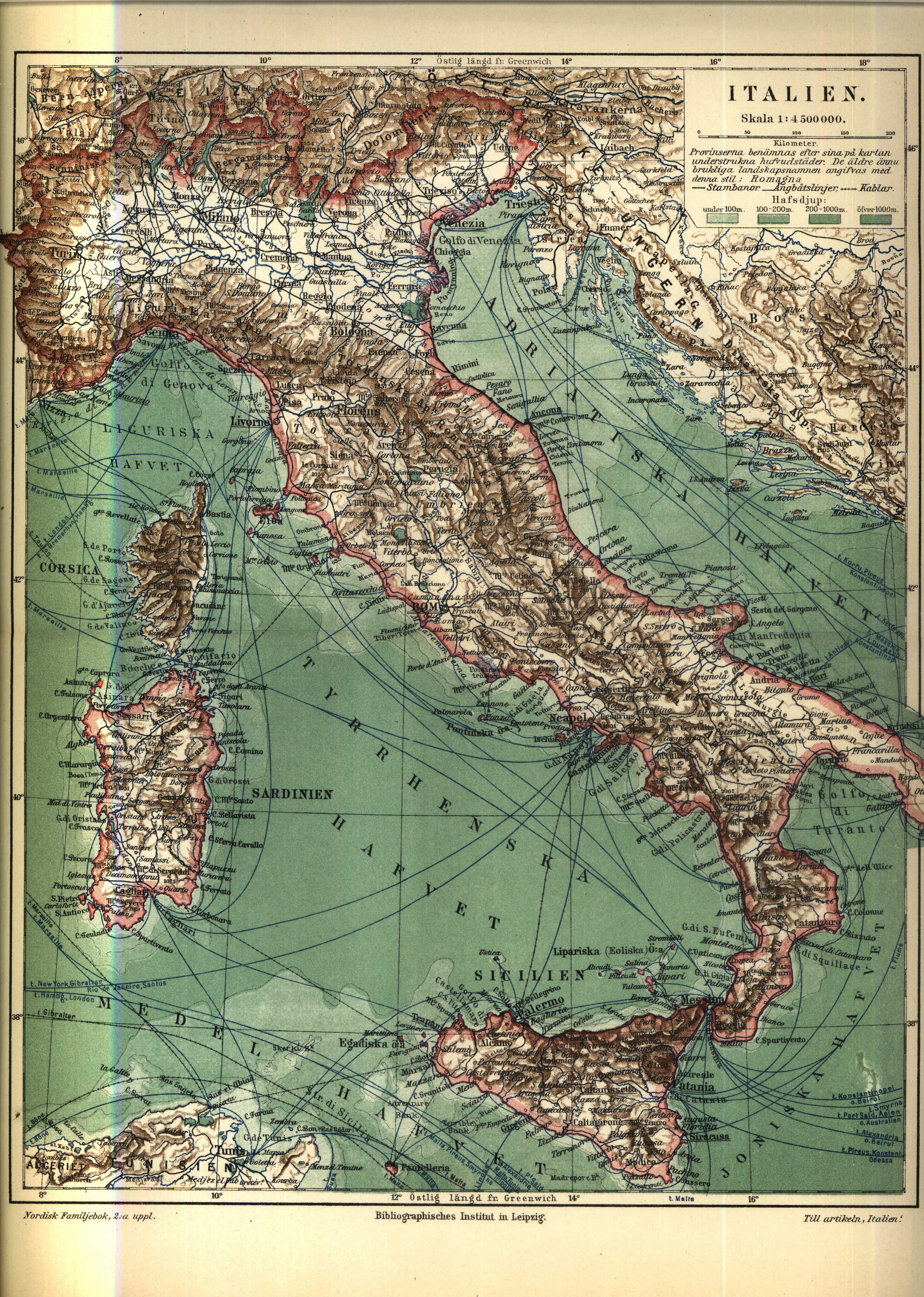
Italien före första världskriget.

## Avtalets innehåll
Enligt avtalet skulle Italien överge centralmakterna (Tyskland och Österrike-Ungern) och ansluta sig till ententen. Dessutom skulle Italien inom en månad, förklara krig mot sina forna bundsförvanter i centralmakterna. I gengäld skulle Italien få stora landområden efter kriget, nämligen följande:
1. Trieste
2. Trento
3. Gorizia
4. Istrien, men inte Fiume (nuvarande Rijeka)
5. Zadar (Zara)
6. Dodekanisos (Tolvöarna, Grekland)
7. Protektorat över Albanien
8. Vlorë, Albanien
9. Delar av Dalmatien
10. Delar av de tyska asiatiska och afrikanska kolonierna

Vidare bestämdes det att länderna Serbien samt Montenegro skulle få följande:
Kungadömet Serbien skulle få: 
1. Spalato
2. Kusten och öarna söder om Veglia (Krk) till Ragusa och Pelješachalvön.

Kungadömet Montenegro tilldelades 
1. Ragusa
2. Kusten nedanför Ragusa till den albanska hamnen San Giovanni di Medua.

Dessutom men mindre preciserat, skulle Serbien få:
1. Bosnien-Hercegovina
2. Srem
3. Bačka
4. Slavonien (detta trots italienska protester),
5. Några ospecifierade områden i Albanien (som skulle delas mellan Serbien, Montenegro, och Grekland).

## Hur det gick vidare
Italien insisterade på att kustlinjen mellan Zadar och Istrien skulle delas upp ordentligt efter kriget, något som de allierade höll med om. Vidare ville Italien inte att Serbien skulle få reda på något om avtalet förrän efter kriget. Det sista bröt de mot genom att den 15 augusti 1915 informera Serbien och Montenegro om uppdelningen senare.
Avtalet skulle hållas under största sekretess men efter oktoberrevolutionen i Ryssland 1917, publicerades avtalet i den ryska tidningen Izsvestia. Avtalet skulle dessutom rivas upp helt i Versaillesfreden 1919, av USA:s president Woodrow Wilson, som dels stöttade de slaviska anspråken, men även det faktum att han inte kändes vid avtalet – han var ju inte med själv. Italiens krav på Dalmatien godtogs ej. Dock skulle Italien få stora landvinningar ändå till exempel Istrien (med Fiume), Sydtyrolen samt gränsen mot nuvarande Slovenien flyttad österut.